# Armand Louis de Gontaut-Biron
Armand Louis de Gontaut-Biron (Parigi, 13 aprile 1747 – Parigi, 31 dicembre 1793) è stato un generale francese, noto per il ruolo svolto durante la guerra d'indipendenza americana e durante le guerre rivoluzionarie francesi.

## Biografia
Nato a Parigi, ottenne il titolo di duca di Biron, ereditato in quanto discendente di Charles Armand de Gontaut-Biron, che lo aveva acquisito dal marchese Antoine Nompar de Caumont.
Si spostò in vari paesi del continente europeo, fino a quando non decise di unirsi, contro la Gran Bretagna, alle colonie inglesi d'America. Questo lo portò a scontrarsi con l'esercito inglese nel 1779, ottenendo immediatamente grandi successi. L'anno seguente si trasferì in America.
Fu ghigliottinato a Parigi il 31 dicembre 1793.